# Alfredo Cornejo
Alfredo Cornejo (nascido em 20 de março de 1962) é um político argentino. Liderou a União Cívica Radical de 15 de dezembro de 2017 até 17 de dezembro de 2021, sendo sucedido pelo atual governador da Província de Jujuy, Gerardo Morales . Foi deputado federal por Mendoza  desde 2019 até 2021, desempenhou o cargo de terceiro vice-presidente da Câmara de Deputados da Nação Argentina, atualmente é senador desde 10 de dezembro de 2021 pela Província de Mendoza, cargo pelo qual ficará até 10 de dezembro de 2027. Ele foi governador da província de Mendoza de 2015 a 2019. Desde 2023, exerce novamente o cargo de governador da província de Mendoza.

## Biografia
Alfredo Cornejo estudou ciências políticas na Universidade Nacional de Cuyo . Ele também trabalhou como professor na universidade.

## Carreira política
Durante seus anos de estudante na Universidade Nacional de Cuyo, ele foi um líder estudantil do grupo Franja Morada.
Ele se filiou à União Cívica Radical em 1983 e foi eleito senador provincial para o período de 2002-2003. Ele foi eleito deputado nacional em 2005 e renunciou em 2007 para concorrer à prefeitura de Godoy Cruz . Ele serviu como prefeito de Godoy Cruz por dois mandatos, 2007-2011 e 2011-2015.

## Governador de Mendoza
Em 2015 foi eleito governador da Província de Mendoza e sendo um dos referentes de Cambiemos no interior do país.
Em 2017, foi agraciado por Michel Temer com a Ordem do Rio Branco em reconhecimento à promoção dos laços bilaterais entre as duas regiões.
Em 2018, Sebastián Piñera o condecorou com a Ordem de Bernardo O'Higgins com o grau de Grande Oficial em reconhecimento à colaboração na integração da Argentina e do Chile .
No mesmo ano, a Fundação Konex concedeu-lhe o Prêmio Konex - Diploma de Mérito como um dos mais importantes Administradores Públicos da última década na Argentina.
Em 2023, foi novamente eleito governador da província de Mendoza para o mandato 2023-2027.